# ヒムヤー
ヒムヤー（Himyar、1875年 - 1905年）は、アメリカ合衆国で生産・調教された競走馬、および種牡馬。1893年のアメリカリーディングサイアーで、後世のアメリカ競馬界に息づく傍流系統ヒムヤー系の祖となった。

## 経歴

### 競走馬時代
アメリカのオーナーブリーダーであるバラク・トーマス少佐が、ケンタッキー州レキシントンのディキシアナ牧場で生産したサラブレッドの牡馬である。父アラームはエクリプスの直仔で、6ハロンから10ハロンの競走で9戦6勝を挙げた快速馬であり、ヒムヤーはその初年度産駒にあたった。ヒムヤーは気難しく、調教も難しい馬であったという。
ヒムヤーは2歳時の1877年にデビューし、ケンタッキー州レキシントンを中心に「西部」地区でのみ競走生活を送った。東海岸地区の競走に出ることはなかったため、同時代の競走馬たちとの能力比較は難しいものである。2歳時の主な勝鞍に6ハロン戦のコルトステークス、8ハロン戦のコルト&フィリーフォールステークス、またルイビル競馬場で行われたベルミードステークスがある。後年、ヒムヤーはこれらの勝利からデュークオブマゼンタと並んで同年の最優秀2歳牡馬として選出されている。
3歳時には14ハロン戦のフェニックスホテルステークス、12ハロン戦のベルミードステークス、1マイルのヒート競走ジャニュアリーステークスで勝鞍を挙げた。この年にはケンタッキーダービーにも出走しており、デイスターの2着に入っている。
4歳時は9月からの始動と活動が短かったものの、4戦4勝と無敗でその年を終え、またかつて敗れたデイスターへの雪辱を果たしている。5歳時にはマーチャンツステークスとターフステークスで優勝し、6歳時は1戦して4着に敗れ、そこで競走生活を引退した。

### 種牡馬入り後
1881年より種牡馬となった。クリオ・ホーガンの著した『Index to Stakes Winners 1865-1967』によれば、ヒムヤーは15頭のステークス競走勝ち馬を出したとある。種牡馬としての代表産駒に、1891年生まれのドミノと、1895年生まれのプローディトがいる。とくにドミノは2歳時に9戦9勝の戦績で17万ドルもの賞金を稼ぎ、その後押しによってヒムヤーは1893年の全米リーディングサイアーに輝いた。この2頭はヒムヤーの後継種牡馬となり、ドミノはコマンドを、プローディトはキングジェームズを出し、ともにヒムヤーの血統を後世に伝えていった。
1897年、トーマスは負債の精算のためにヒムヤーを2,500ドルでテネシー州ソーンダースビルの生産者エドウィン・サムナー・ガードナーに売却した。その後、ヒムヤーはガードナーの持つアヴォンデールスタッド牧場に移され、1905年12月30日に死亡するまで同地に繋養されていた。その遺骸は同牧場に埋葬され、その墓碑には「From his ashes speed springs eternal.」と刻まれている。

## 主な勝鞍
1877年（2歳）
コルトステークス、コルト&フィリーフォールステークス、ベルミードステークス（ルイビル競馬場）
1878年（3歳）
ベルミードステークス（ナッシュビル競馬場）、フェニックスホテルステークス、ジャニュアリーステークス
2着 - ケンタッキーダービー、エルクホーンステークス
1879年（4歳） 4戦4勝
1880年（5歳）
マーチャンツステークス、ターフステークス
2着 - シチズンズステークス
主な勝鞍の出典：

## 血統表
| ヒムヤーの血統              | ヒムヤーの血統                                            | ヒムヤーの血統                                            | （血統表の出典）                                          | （血統表の出典） |
| 父系                        | エクリプス系                                              | エクリプス系                                              | エクリプス系                                              | [ § 2 ]          |
| 父 Alarm 1869 鹿毛 アメリカ | 父の父Eclipse II 1855 鹿毛 イギリス                       | Orlando                                                   | Touchstone                                                | Touchstone       |
| 父 Alarm 1869 鹿毛 アメリカ | 父の父Eclipse II 1855 鹿毛 イギリス                       | Orlando                                                   | Vulture                                                   |                  |
| 父 Alarm 1869 鹿毛 アメリカ | 父の父Eclipse II 1855 鹿毛 イギリス                       | Gaze                                                      | Bay Middleton                                             | Bay Middleton    |
| 父 Alarm 1869 鹿毛 アメリカ | 父の父Eclipse II 1855 鹿毛 イギリス                       | Gaze                                                      | Flycatcher                                                |                  |
| 父 Alarm 1869 鹿毛 アメリカ | 父の母Maud 1859 鹿毛 イギリス                             | Stockwell                                                 | The Baron                                                 | The Baron        |
| 父 Alarm 1869 鹿毛 アメリカ | 父の母Maud 1859 鹿毛 イギリス                             | Stockwell                                                 | Pocahontas                                                |                  |
| 父 Alarm 1869 鹿毛 アメリカ | 父の母Maud 1859 鹿毛 イギリス                             | Countess of Albermarle                                    | Lanercost                                                 | Lanercost        |
| 父 Alarm 1869 鹿毛 アメリカ | 父の母Maud 1859 鹿毛 イギリス                             | Countess of Albermarle                                    | Velocipede Mare                                           |                  |
| 母 Hira 1864 栗毛 アメリカ  | 母の父Lexington 1850 鹿毛 アメリカ                        | Boston                                                    | Timoleon                                                  | Timoleon         |
| 母 Hira 1864 栗毛 アメリカ  | 母の父Lexington 1850 鹿毛 アメリカ                        | Boston                                                    | Sister To Tuckahoe                                        |                  |
| 母 Hira 1864 栗毛 アメリカ  | 母の父Lexington 1850 鹿毛 アメリカ                        | Alice Carneal                                             | Sarpedon                                                  | Sarpedon         |
| 母 Hira 1864 栗毛 アメリカ  | 母の父Lexington 1850 鹿毛 アメリカ                        | Alice Carneal                                             | Rowena                                                    |                  |
| 母 Hira 1864 栗毛 アメリカ  | 母の母Hegira 1846 栗毛 アメリカ                           | Ambassador                                                | Plenipotentiary                                           | Plenipotentiary  |
| 母 Hira 1864 栗毛 アメリカ  | 母の母Hegira 1846 栗毛 アメリカ                           | Ambassador                                                | Jenny Mills                                               |                  |
| 母 Hira 1864 栗毛 アメリカ  | 母の母Hegira 1846 栗毛 アメリカ                           | Flight                                                    | Leviathan                                                 | Leviathan        |
| 母 Hira 1864 栗毛 アメリカ  | 母の母Hegira 1846 栗毛 アメリカ                           | Flight                                                    | Charlotte Hamilton                                        |                  |
| 母系(F-No.)                 | (FN:A15)                                                  | (FN:A15)                                                  | (FN:A15)                                                  | [ § 3 ]          |
| 5代内の近親交配             | Countess of Albemarle 3x4x5, Cobweb・Sister to Cobweb 5x5 | Countess of Albemarle 3x4x5, Cobweb・Sister to Cobweb 5x5 | Countess of Albemarle 3x4x5, Cobweb・Sister to Cobweb 5x5 | [ § 4 ]          |
| 出典                        | 1. 2. 3. 4.                                               | 1. 2. 3. 4.                                               | 1. 2. 3. 4.                                               | 1. 2. 3. 4.      |

## エピソード
- ヒムヤーの命名には逸話があり、トーマスが「今年の当歳で一番良いものはどれか」と牧場のスタッフに訊いたところ「Him, yar.（彼、です）」と返答が来たことに由来するという伝説がある[8][1]。しかし、実際には母ヒラの名にちなんで命名されたもので、古代アラビア世界のヒムヤル王国に由来されるとされる[1]。
- ケンタッキー州ノックス郡にあるヒムヤー (ケンタッキー州)（英語版）の町は、同馬にちなんで命名されたものである[1]。